# Hokah
Hokah é uma cidade localizada no estado americano de Minnesota, no Condado de Houston.

## Demografia
Segundo o censo americano de 2000, a sua população era de 614 habitantes.
Em 2006, foi estimada uma população de 586, um decréscimo de 28 (-4.6%).

## Geografia
De acordo com o United States Census Bureau tem uma área de
1,8 km², dos quais 1,8 km² cobertos por terra e 0,0 km² cobertos por água.

## Localidades na vizinhança
O diagrama seguinte representa as localidades num raio de 16 km ao redor de Hokah.